# Ducati Monster 1200
Die Ducati Monster 1200 ist ein Motorrad der Kategorie Naked Bike des italienischen Herstellers Ducati. Sie ist die dritte Generation der Ducati-Monster-Reihe und löste die luftgekühlte Modellgeneration M5 (696, 796 und 1100 / 1100 Evo) ab.

## Modellhistorie
Die Ducati Monster 1200 wurde 2013 auf der Motorradmesse EICMA vorgestellt und mit dem Besucherpreis als schönstes Motorrad der Messe ausgezeichnet. Das Modell löst die M5-Reihe ab und basiert auf dem flüssigkeitsgekühlten Vierventilmotor „Testastretta Evoluzione“, der aus dem Superbike Ducati 1198 abgeleitet wurde. Die Änderungen gegenüber der Vorgängerversion sind dementsprechend umfangreich:
- Neuer Gitterrohrrahmen mit geänderter Geometrie und längerem Radstand
- Erhöhung der Nennleistung auf 135 PS bzw. 145 PS in der S-Version
- Ride-by-Wire System und drei über das TFT-Display konfigurierbare Fahrmodi
- überarbeitetes Ducati Safety Pack, bestehend aus 3-stufigem Antiblockiersystem und 8-stufiger Ducati Traction Control
- neuer Tank aus Metall und Verzicht auf die mehrteilige Tankverkleidung

Die ursprüngliche Version der Monster 1200 hat die Bezeichnung M6 und wurde von 2014 bis 2016 produziert. Zum Inkrafttreten der Euro 4 Norm 2017 wurde die Monster 1200 grundlegend überarbeitet und hat seitdem die Typenbezeichnung MA.

### Modellvarianten
Neben dem Basismodell der Ducati Monster 1200 existiert wieder eine S-Version, die vor allem durch höherwertige Fahrwerks- und Bremskomponenten gekennzeichnet ist. Seit 2016 ist zudem eine R-Version mit nochmals verbesserter Ausstattung und einer eher am Rennsport orientierten Ausrichtung (insbesondere auf 160 PS erhöhte Leistung, Lenkungsdämpfer, Schmiedefelgen, höhere Schräglagenfreiheit) verfügbar. Für das Modelljahr 2017 und um die Euro-4-Norm zu erfüllen, wurden die Ducati Monster 1200 sowie die S-Version grundlegend überarbeitet. Hierzu gehören ein steilerer Lenkkopfwinkel, eine kürzere Hinterradschwinge, geänderte Motorabstimmung und geänderte Einspritzanlage. Auch die Form des Tanks wurde überarbeitet und näher an die erste Generation der Ducati Monster angelehnt. Große Änderungen gab es im Bereich der Elektronik. So erhielt die 2017er Generation ein Kurven-ABS, eine Wheelie-Kontrolle, einen Schaltautomaten (Quickshifter) mit sogenanntem Blipper, der Herunterschalten ohne Kuppeln ermöglicht (S-Version serienmäßig, Basismodell als Zubehör), sowie ein neues Armaturenbrett und neue Bedienelemente. Die R-Version wird unverändert produziert und hat weiterhin das ältere Elektronikpaket der ersten Generation.

### Farben
Die Monster 1200 ist beziehungsweise war in folgenden Farb-Designs lieferbar:
- Rot mit Rahmen in Rot (durchgängig, alle Versionen)
- Weiß mit Rahmen in Anthrazit (nur S-Version, nur Baujahr 2015)
- Diamond Black mit Rahmen in Schwarz (nur R-Version, 2016–2017)
- Grau mit Rahmen in Schwarz (nur S-Version, ab Baujahr 2017)

## Technik

### Motor und Antrieb
In Anknüpfung an die Modelle S4R bzw. S4RS der ersten Ducati-Monster-Generation ist hier ein Testastretta-Motor eingebaut. Ursprünglich eine Entwicklung für das Superbike Ducati 1198 wurde der Motor bereits in der Multistrada 1200 in einer eher alltagstauglichen Auslegung eingesetzt. Zwar wurden Bohrung und Hub gleich gelassen, die Verdichtung aber leicht gesenkt. Ebenso wurde der Drehmomentverlauf so verändert, dass die Spitzenleistung und das maximale Drehmoment früher erreicht werden. Dies wird unter anderem durch eine geringere Überschneidung der Ventile von nunmehr 11 Grad erreicht. Der Motor hat Doppelzündung für eine homogene Verbrennung. Die Kupplung serienmäßig ist weiterhin eine Ölbadkupplung mit Anti-Hopping-Funktion serienmäßig.
- Zweizylinder-Viertakt-V-Motor, 90° Zylinderwinkel
- Bohrung: 106 mm
- Hub: 67,9 mm
- Gesamthubraum: 1198 cm³
- Verdichtungsverhältnis: 13 : 1
- Höchstleistung: 108 kW (147 PS) bei 9250/min
- Max. Drehmoment: 124 Nm bei 7750/min
- 6-Gang-Getriebe
- Mehrscheiben-Ölbadkupplung mit Anti-Hopping-Funktion

### Fahrwerk
Im Bereich Fahrwerk sind die größten Unterschiede zwischen der Basisversion sowie der S-Version und R-Version zu finden.
|                    | Basisvariante (2017) | S-Version (2017) | R-Version (seit 2016) |
| ------------------ | --- | --- | --- |
| Teleskopgabel      | - Öldynamische Kayaba-Upside-Down-Gabel, vollständig einstellbar - Standrohrdurchmesser (Holme) 43 mm. - Federweg: 130 mm. | - Öldynamische Öhlins-Upside-Down-Gabel, vollständig einstellbar - Zug- und Druckstufe jeweils in einem Holm - Standrohrdurchmesser (Holme) 48 mm - Federweg: 130 mm | - Öldynamische Öhlins-Upside-Down-Gabel, vollständig einstellbar - Zug- und Druckstufe jeweils in einem Holm - Standrohrdurchmesser (Holme) 48 mm - Federweg: 130 mm - Öhlins Lenkungsdämpfer |
| Federbein          | - Progressiv betätigtes Sachs-Federbein, in Zugstufe und Federvorspannung einstellbar - Federweg Hinterrad: 149 mm         | - Progressiv betätigtes Öhlins-Federbein, vollständig einstellbar - Federweg Hinterrad: 149 mm                                                                       | - Progressiv betätigtes Öhlins-Federbein, vollständig einstellbar - Federweg Hinterrad: 159 mm                                                                                                |
| Räder              | Gegossene Leichtmetallräder mit 10 Speichen                                                                                | Gegossene Leichtmetallräder mit 3 Y-Speichen | Geschmiedete Leichtmetallräder mit 3 W-Speichen |
| Vorderrad          | - Abmessungen: MT 3.50 × 17” - Reifendimension: 120/70 ZR 17"                                                              | - Abmessungen: MT 3.50 × 17” - Reifendimension: 120/70 ZR 17" | - Abmessungen: MT 3.50 × 17” - Reifendimension: 120/70 ZR 17" |
| Hinterrad          | - Abmessungen: MT 6.00 × 17” - Reifendimension: 190/55 ZR 17" - Pirelli Diablo Rosso 3 als Standardbereifung               | - Abmessungen: MT 6.00 × 17” - Reifendimension: 190/55 ZR 17" - Pirelli Diablo Rosso 3 als Standardbereifung                                                         | - Abmessungen: MT 6.00 × 17” - Reifendimension: 200/55 ZR 17" - Pirelli Supercorsa SP V2 als Standardbereifung                                                                                |
| Bremsen            | - Vorderrad: Brembo M4.32 Monoblock-Sattel und zwei 320-mm-Scheiben - Hinterrad: Brembo 2-Kolben-Sattel und 245-mm-Scheibe | - Vorderrad: Brembo M50 Monoblock-Sattel und zwei 330-mm-Scheiben - Hinterrad: Brembo 2-Kolben-Sattel und 245-mm-Scheibe                                             | - Vorderrad: Brembo M50 Monoblock-Sattel und zwei 330-mm-Scheiben - Hinterrad: Brembo 2-Kolben-Sattel und 245-mm-Scheibe                                                                      |
| Antiblockiersystem | Bosch Kurven-ABS mit 3-stufiger Regelung                                                                                   | Bosch Kurven-ABS mit 3-stufiger Regelung | Bosch ABS mit 3-stufiger Regelung, aber ohne Kurven-ABS |
| Radstand           | 1485 mm | 1485 mm | 1509 mm |